# هرموسا (داکوتای جنوبی)
هرموسا(به انگلیسی: Hermosa) شهری در ایالت داکوتای جنوبی کشور ایالات متحده آمریکا است که جمعیت آن در سرشماری سال ۲۰۱۰ میلادی، ۳۹۸ نفر بوده‌است.